# Yandro Quintana
Yandro Miguel Quintana Rivalta (ur. 30 stycznia 1980) – kubański zapaśnik w stylu wolnym. Dwukrotny olimpijczyk. Srebrny medalista z Aten 2004, ósme miejsce w Pekinie 2008 w wadze do 60 kg.
Pięciokrotny uczestnik Mistrzostw Świata, srebrny medal w 2003 i 2005 roku. W 2003 i 2007 zwyciężał w Igrzyskach Panamerykańskich. Czterokrotnie najlepszy na Mistrzostwach Panamerykańskich. Złoty medal na Igrzyskach Ameryki Środkowej i Karaibów w 2006. Pierwszy w Pucharze Świata w 2005; drugi w 2000; 2006 i drugi w drużynie w 2008 roku.